# توزیع بولتسمان
توزیع بولتزمان (به انگلیسی: Boltzmann distribution) در ریاضیات و فیزیک یک توزیع برای حالات سیستم است. یک حالت ویژه توزیع بولتزمان به نام توزیع ماکسول-بولتزمان برای توصیف سرعت ذرات گاز بکار می‌رود.
توزیع بولتزمان برای قسمتی از ذرات Ni / N که دارای حالات i که هر یک به ترتیب دارای انرژی Ei هستند به صورت زیر است:
{\displaystyle {{N_{i}} \over {N}}={{g_{i}e^{-E_{i}/(k_{B}T)}} \over {Z(T)}}}
که {\displaystyle k_{B}} ثابت بولتزمان، T دما، {\displaystyle g_{i}} تعداد حالات دارای انرژی {\displaystyle E_{i}}و N تعداد کل ذرات است:
{\displaystyle N=\sum _{i}N_{i}\,}
و ‎Z(T)‎ تابع پارش خوانده می‌شود و می‌توان آن را به صورت زیر محاسبه نمود:
{\displaystyle Z(T)=\sum _{i}g_{i}e^{-E_{i}/(k_{B}T)}.}